# Sorte skole
Den sorte skole er et populært udtryk for en undervisningsform, der hovedsagelig består af udenadslære, af læreremser indøvet med en streng og autoritær lærer og under brug af ris og ferle.
Der er flere teorier om oprindelsen til navnet: To går på klædedragten, en på indholdet.
- Eleverne i den middelalderlige latinskole gik i sorte uniformer. Fra gammelt af måtte munkene tigge, og det kunne deres elever også blive nødt til. Christian 2. forbød det, men hans forbud blev ikke overholdt. Elevernes tiggerdragt bestod af en fodlang, sort kappe med slidse til hånden. På hovedet en rund, sort hue med en lang hale ned ad ryggen. Det var op til det enkelte kloster, om eleverne skulle tigge eller ej. Nogle klostre serverede rigelige måltider til børnene; i andre klostre måtte både lærere og elever ud at tigge efter mad. [1]
- I 1600-tallet bar degne sorte dragter lige som præsterne, som havde overopsynet med, at børnene kunne lektien.
- Salmonsens Konversationsleksikon [2] angiver, at "den sorte skole" er en skole, hvor trolddomskunst læres; efter nordisk folketro henlagdes den til Wittenberg, men den knyttes også til universiteterne i Paris, Salamanca og andre steder. Den tænktes at meddele viden om højere, for menigmand skjulte forhold indenfor teologi, filosofi, astrologi og ikke mindst evne til at mane, til dels med djævelen selv som læremester. Udtrykket kendes fra citater såsom: "Tolv Personer slaaer sig sammen og reiser til den sorte Skole udi Wittenberg, 11 Personer gaaer fri, men den 12 falder ved Lodkastning alleene til Fanden." (Holberg) "Cyprianus...giennemgik den sorte Skole i Norge og blev derfor af Diævlen tilpligtet at bruge sin Lærdom og sine vidunderlige Kræfter til at giøre Ondt med." (Thiele) "Den og den Præst havde gaaet i den "sorte Skole" og kunde mane." [3] Den norske digterpræst Petter Dass blev mistænkt for at være i besiddelse af "den sorte bog" (= Cyprianus), netop fordi han var udeksamineret fra et universitet - det i København. [4] Det hjalp ikke hans omdømme, at rygtet ville have det til, at han i stedet havde studeret i Wittenberg. [5] Som det fortælles i norske folkesagn: "Det var på skolen i Wittenberg, at præsterne lærte at bruge "den sorte bog" og kommandere djævelen til at arbejde for sig." [6] Blandt danske præster var Laurits Worsøe i Blegind Sogn mest kendt. [7] Til Vallekilde kom præsten Jens Bech i 1773. Han havde ry for at være blevet magister i "den sorte skole", og mentes derfor at kunne mane spøgelser i jorden. [8]

Ofte angives middelalderens højere skole, som svarer til 5. til 8. klassetrin i folkeskolen, som grundlaget for skolen. I den var der fokus på at lære latin, som var de lærdes internationale sprog. Mange almindelige mennesker anså det at skrive og tale latin som ren magi og hokuspokus.
"Den sorte skole" nævnes første gang på dansk i en historie på vers, Persenober og Konstantianobis, trykt i 1560.  Men før reformationen og tidligt i middelalderen blev der oprettet "sorte skoler" (katedralskoler) i forbindelse med bispesæderne.
I det 16. århundrede var der generelt "en stigende hårdhed mod børnene".  Det skyldtes dels at det pensum, den opvoksende slægt skulle lære, var blevet mangefold forøget, dels at det på landet var vanskeligt at finde egnede degne eller læremestre, og man måtte ansætte, hvad der var af muligheder. Der findes i historiske kilder adskillige klager over degne, som næppe kunne læsningens kunst bare nogenlunde flydende, og som ofte var helt uden pædagogiske evner overfor de børn, de var sat til at undervise. Resultatet blev "den sorte skole", hvor lærdommen blev terpet ind i børnene som endeløs udenadslæren, og at ferle og ris i forbindelse hermed blev pædagogikkens stedfortræder. Der blev næppe lagt større vægt på, om børnene nu også havde forstået noget af stoffet.
Det ligger ligefor at antage, at alt dette er baggrunden for vores opfattelse af begrebet.